# Sansone (fumetto)
Sansone (Marmaduke) è personaggio immaginario protagonista di un'omonima serie a fumetti ideata dallo statunitense Brad Anderson nel 1954. Narra le vicende della famiglia Winslow e del loro cane, un grande alano di nome Sansone. Anderson venne premiato per la serie con il National Cartoonists Society Newspaper Panel Cartoon Award nel 1978. La serie ha continuato a essere pubblicata anche dopo la morte del suo creatore nel 2015. I tentativi di cancellare la striscia hanno suscitato proteste, come quelle dei lettori del Toronto Star nel 1999, del Sarasota Herald Tribune nel 2007 e del Chicago Sun-Times nel 1986.
La striscia è arrivata a essere pubblicata in più di 500 testate in tutto il mondo.

## Storia editoriale
Ideata da Anderson nel 1954, la serie esordì su vari quotidiani statunitensi nel novembre dello stesso anno;
venne realizzata in collaborazione con Phil Leeming dal 1955 al 1962 e poi con Dorothy Leeming dal 1963 al 1969; dal 2003 il figlio di Brad, Paul Anderson, ha iniziato a collaborare stabilmente col padre.
La vignetta della domenica ha anche una caratteristica aggiunta laterale chiamata "Dog Gone Funny", in cui uno o più pannelli sono dedicati agli aneddoti sui cani presentati dai fan.
In Italia il fumetto è stato pubblicato principalmente sulle pagine dedicate alle barzellette (Risate Boom) del settimanale Topolino e sull'Almanacco Topolino negli anni 70 e 80.

## Personaggi
- Sansone (Marmaduke): il grande alano che vive assieme alla famiglia Winslow, combinandone di tutti i colori in quanto è goloso, pasticcione e irruento.
- Phil: il capofamiglia Winslow.
- Dottie: moglie di Phil, casalinga
- Barbara: la figlia maggiore di Phil e Dottie.
- Billy: il figlio minore di Phil e Dottie.
- Mr. e Mrs. Snyder: i vicini di casa dei Winslow.
- Carlos - il gatto dei Winslows che è il migliore amico di Sansone.

## Altri media
- Nel 1980 la Ruby-Spears, all'interno della serie televisiva a cartoni animati dedicata al gatto Isidoro, inserì anche il cane Sansone tra i personaggi.
- Il 4 giugno 2010 è stato proiettato nelle sale cinematografiche degli Stati Uniti un film ispirato al fumetto, intitolato Marmaduke. La versione in italiano si chiama Sansone, la cui uscita è avvenuta il 13 agosto 2010.[3]
- Nel 2022 è stato realizzato un nuovo film ispirato al fumetto interamente animato in CGI intitolato Sansone, distribuito su Netflix il 6 maggio 2022.